# Just Another Way to Say I Love You
Just Another Way to Say I Love You è il quarto album del cantante statunitense Barry White, pubblicato nel 1975 dalla 20th Century Records.

## Storia
L'album fu il quarto dell'artista a raggiungere la vetta della classifica R&B e ottenne il #17 della Billboard 200. Ottenne anche il #14 della UK Albums Chart. L'album fu un successo, e raggiunse la top ten R&B con due singoli, What Am I Gonna Do with You, che raggiunse il #1 e I'll Do for You Anything You Want Me To. Entrambe ebbero successo nella Billboard Hot 100, raggiungendo rispettivamente il #8 ed il #40. Entrambe furono anche delle hit nella UK Singles Chart, ottenendo rispettivamente il #5 e il #20. L'album è stato rimasterizzato in digitale e ristampato su CD nel 2006 dalla UMVD Special Markets.

## Tracce
1. Heavenly, That's What You Are to Me (White) - 4:59
2. I'll Do for You Anything You Want Me To (White) - 6:07
3. All Because of You (Nunes, White, Wilson) - 6:34
4. Love Serenade, (Part I) (White) - 4:43
5. What Am I Gonna Do with You (White) - 3:36
6. Let Me Live My Life Lovin' You Babe (White) - 10:17
7. Love Serenade, (Part II) (White) - 3:05

## Classifiche
Album
| Anno | Album                              | Posizione | Posizione | Posizione |
| Anno | Album                              | US        | US R&B    | UK        |
| ---- | ---------------------------------- | --------- | --------- | --------- |
| 1975 | Just Another Way to Say I Love You | 17        | 1         | 12        |

Singoli
| Anno | Singolo                                   | Posizione | Posizione | Posizione |
| Anno | Singolo                                   | US        | US R&B    | UK        |
| ---- | ----------------------------------------- | --------- | --------- | --------- |
| 1975 | "What Am I Gonna Do with You"             | 8         | 1         | 5         |
| 1975 | "I'll Do for You Anything You Want Me To" | 40        | 4         | 20        |